# Montoku (empereur)
Pour les articles homonymes, voir Montoku.
 (novembre 2019).
Si vous disposez d'ouvrages ou d'articles de référence ou si vous connaissez des sites web de qualité traitant du thème abordé ici, merci de compléter l'article en donnant les références utiles à sa vérifiabilité et en les liant à la section « Notes et références ».
L'empereur Montoku (文徳天皇, Montoku Tennō, 827 – 7 octobre 858) était le cinquante-cinquième empereur du Japon, selon l'ordre traditionnel de la succession, et a régné de 850 à sa mort. Son nom personnel était prince Michiyasu.

## Généalogie
Montoku était le fils aîné de l'empereur Nimmyō et de l'impératrice Fujiwara no Junshi, une fille de Fujiwara no Fuyutsugu.

### Épouses et descendance
L'empereur Montoku eut 30 enfants, 13 fils (5 princes impériaux) et 17 filles (10 princesses impériales):
- Fujiwara no Meishi (Akiko), née en 829, fille de Fujiwara no Yoshifusa et de la princesse Kiyohime, fille de l'empereur Saga ; entrée au palais en 842 ; dame impériale (kotai fujin) en 858 ; impératrice douairière (kotaigo) en 864 ; grande impératrice douairière (taikotaigo) en 882 ; morte en 900; dont il eut :
  - quatrième fils: Prince Korehito, né en 850 (futur empereur Seiwa)
  - Princesse Gishi, morte 879; princesse vestale de kamo de 859 à 876
- Fujiwara no Koshi (Furuko), fille de Fujiwara no Fuyutsugu; épouse impériale (nyogo)
- Fujiwara no Takakiko, morte 858, fille de Fujiwara no Yoshimi; épouse impériale (nyogo)
- Fujiwara no Nenshi (Toshiko); épouse impériale (nyogo)
- Princesse Azumako, épouse impériale (nyogo)
- Fujiwara no Koreko, épouse impériale (nyogo)
- Tachibana no Fusako, fille de Tachibana no Ujikimi; épouse impériale (nyogo)
- Tachibana no Chushi, fille de Tachibana no Ujikimi; épouse impériale (nyogo)
- Ki no Shizuko, morte 866, fille de Ki no Natora; concubine impériale (koi); mère de
  - premier fils: Prince Koretaka, né en 844,  moine en 872 ; mort en 897
  - troisième fils: prince Koreeda, né 848, mort 868
  - Princesse Tenshi, morte 913; princesse vestale d'Ise de 859 à 876
  - Princesse Jutsushi, morte 897; princesse vestale de Kamo de 857 à 858
  - Princesse Chinshi, morte 877

- Fujiwara no Retsushi, fille de Fujiwara no Koreo; dame de la cour, mère de:
  - Princesse Anshi, morte 900; princesse vestale d'Ise de 850 à 858
  - Princesse Akiko, morte 881; princesse vestale de Kamo de 850 à 857
- Shigeno no Okuko, fille de Shigeno no Sadanushi; dame de la cour, mère de:
  - Prince Korehiko, né 850, mort 883
  - Princesse Noshi, morte 903
  - princesse Shoshi, morte 871
- Fujiwara no Konshi (Imako), fille de Fujiwara no Sadamori; dame de la cour, mère de:
  - Prince Koretsune, mort 904
  - Princesse Reishi, morte 899
  - Princesse Keishi, morte 914; princesse vestale d'Ise de 882 à 884
- Shigeno no Mineko, fille de Shigeno no Sadao; dame de la cour, mère de:
  - Minamoto no Motoari
  - Minamoto no Fuchiko/ Shigeko, morte 911
- Une dame du clan Tomo, dame de la cour, mère de:
  - second fils: Prince Yoshiari, né en 845 ; reçoit le nom de Minamoto;  Udaijin (ministre de la Droite) en 896 ; mort en 897, père de :
    - Minamoto Shoshi, mariée à Fujiwara no Tadahira
    - Minamoto Na, mariée au prince Sadazumi (fils de l'empereur Seiwa)
- Une dame du clan Fuse, dame de la cour, mère de:
  - Minamoto no Yukiari, né 854, mort 887
  - Minamoto no Tomiari, mort 887
- Une dame du clan Tajihi, dame de la cour, mère de:
  - Minamoto no Tsuneari
- Une dame du clan Kiyohara, dame de la cour, mère de:
  - Minamoto no Tokiari
  - Minamoto no Noriari
- Une dame du clan Sugawara, dame de la cour, mère de:
  - Minamoto no Sadaari
  - Minamoto no Tomiko
- de mères inconnues: 5 princesses qui reçoivent le nom de Minamoto:
  - Minamoto no Hyoshi
  - Minamoto no Kenshi
  - Minamoto no Okuko
  - Minamoto no Retsushi
  - Minamoto no Seishi, mariée à son demi frère l'empereur Seiwa

## Biographie
Après avoir été nommé prince héritier en 842 à la place d'un fils de l'empereur Junna à la suite d'une intrigue politique orchestrée par son oncle Fujiwara no Yoshifusa et son père, Montoku succède à ce dernier à sa mort en 850.
Durant son règne il réprime deux insurrections, d'abord parmi les Ezo de la province de Mutsu en 855, puis parmi la population de l'île Tsushima deux ans plus tard.
L'année suivante, en 858, Montoku meurt et son fils le prince Korehito monte sur le trône en tant qu'empereur Seiwa.

### Kugyō (公卿)
- Empereur Montoku　文徳天皇　(r. 850-858)-- kugyō de Montoku-tennō
  - Daijō-daijin, Fujiwara no Yoshifusa　(藤原良房), 857-872
  - Sadaijin, Minamoto no Tokiwa　(源常), 844-854
  - Sadaijin, Minamoto no Makoto　(源信), 857-868)
  - Udaijin, Fujiwara no Yoshifusa　(藤原良房), 848-857
  - Udaijin, Fujiwara no Yoshisuke　(藤原良相), 857-867)